# Helianthemum tholiforme
Helianthemum tholiforme är en solvändeväxtart som beskrevs av D. Bramwell, J. Ortega och B.Navarro. Helianthemum tholiforme ingår i släktet solvändor, och familjen solvändeväxter. Inga underarter finns listade i Catalogue of Life.